# Madagascar en los Juegos Olímpicos de París 2024
Madagascar estuvo representado en los Juegos Olímpicos de París 2024 por siete deportistas, cuatro mujeres y tres hombres, que compitieron en cinco deportes.
Los portadores de la bandera en la ceremonia de apertura fueron el jugador de tenis de mesa Fabio Rakotoarimanana y la halterófila Rosina Randafiarison. El equipo olímpico malgache no obtuvo ninguna medalla en estos Juegos.